# غدیر اسب
غدیر اسب یک دریاچه نمک فصلی و شوره‌زار در ۵۰ کیلومتری جنوب شرق قم در ایران است. این دریاچه دارای شکل مربع نامنظم و در فصل پرآبی دارای اضلاع به طول ۳٫۵ کیلومتر، مساحت تقریبی ۱۱ کیلومتر مربع، عمق تا ۱٫۰ متر و حجم ۵٫۵ میلیون متر مربع است. خشکسالی گاهی باعث تبخیر کامل دریاچه می‌شود.
ارتفاع این دریاچه ۷۸۷ متر است که تقریباً مشابه دریاچه نمک است، دریاچه بزرگی که در ۲۰ کیلومتری شرق آن قرار دارد و دارای ویژگی‌های مشابهی است. کمربند ساحلی این دریاچه به سمت شرق دارای شیب بسیار ملایمی است و تنها با ارتفاع ۵٫۰ متری از نمک جدا می‌شود، در حالی که در سمت غرب به دلیل دامنه کوه تخت بزرگ (۹۴۴ متر)، شیب ساحل تندتر است. آب غدیر اسب عمدتاً از شاخه‌های جنوبی رودخانه قم‌رود تأمین می‌شود، در حالی که میزان بارندگی آن ناچیز و بین ۱۰۰ تا ۲۰۰ میلی‌متر در سال است. در طول تابستان، آب انباشته شده به سرعت تبخیر می‌شود و دشت سفید نمکی را پشت سر می‌گذارد.
منطقه اطراف دریاچه تحت سلطه آب و هوای سرد بیابانی (BWk) با میانگین دمای ۱۷٫۵ درجه سانتیگراد است. سواحل غدیر اسب مسکونی نیست، اگرچه تعدادی مزرعه کوچک در نزدیکی آنها وجود دارد و نزدیکترین آبادی‌ها قولولو (۱۰ کیلومتری جنوب غربی) و حسین‌آباد میش‌مست (۱۵ کیلومتری غرب) هستند. گیاهان و جانوران این دریاچه به دلیل شباهت آب و هوا، یعنی درجه بالای شوری، اکثراً مشابه دریاچه نمک هستند.